# Бродянский, Борис Львович
Бори́с Льво́вич Бродя́нский (10 июня 1902, Пекин — 3 декабря 1945, Ленинград) — советский кинокритик, сценарист, прозаик, фельетонист. Заслуженный деятель искусств БССР (1935).

## Биография
Родился в Китае в семье дипломата 10 июня 1902 года. В 1919 году окончил 40-ю трудовую школу в Петрограде. Участвовал в Гражданской войне, в боях против армии Врангеля. Учился на геологоразведочном факультете Горного института.
Начал печататься в 1918 году. Входил в состав  Общегородского бюро ответственных корреспондентов высших учебных заведений Петрограда, публиковался в газете «Красный студент» (1923).
С 1924 года работал как сценарист. Был автором сценариев для Ленинградской фабрики «Совкино» (в дальнейшем — «Ленфильм») и фабрики «Белгоскино», находившейся в Ленинграде.
По сценарию Бродянского поставлен один из первых детских фильмов «Адрес Ленина» (1929), героями которого были ленинградские пионеры, устроившие детский клуб в старом заброшенном доме, где когда-то жил В. И. Ленин. По оценке А. В. Луначарского, «Адрес Ленина» — «одна из наших лучших детских картин».
Писал критические статьи о кино в ленинградских газетах «Красная газета», «Смена» и «Ленинградская правда», в журналах «Рабочий и театр», «Искусство и жизнь». Входил в состав специальной рецензентской бригады при Ленинградской ассоциации работников революционной кинематографии (ЛенАРРК), которая давала развёрнутые рецензии на фильмы и сценарии на основе состоявшихся дискуссий в Ленинградском доме кино. В постоянный состав бригады входили также М. Ю. Блейман, Н. А. Коварский, И. З. Трауберг.
Заведующий киносекцией и старший научный сотрудник Ленинградского отделения Государственной академии искусствознания (ГАИС), преподавал на киноотделении Техникума сценических искусств, в Педагогическом институте имени А. И. Герцена, на Высших кино-педагогических курсах Комитета по делам высшей школы при СНК СССР. Автор ряда статей по вопросам театрального искусства. Делегат (с совещательным голосом) Первого съезда советских писателей (1934).
Автор сценариев цирковых пантомим и представлений. Писал фельетоны, использовал псевдонимы: Б—ский; Б—ский, Б.; Б—ский, Бор.; Старый Боб.
Во время Великой Отечественной войны — старший лейтенант, начальник агитвзовда при Политуправлении Ленинградского фронта, худрук театрального агитвзвода Дома офицеров Ленинградского фронта. За два года агитвзвод под его руководством дал более двух тысяч концертов на фронте.
Член Союза писателей СССР с 1934 года. Скончался в 1945 году.

### Семья
- отец — Лев Григорьевич Бродянский (16 июля 1875[22][23] — 1942), уроженец Херсонской губернии, окончил 6-ю Санкт-Петербургскую гимназию (1895)[24] и восточный факультет Санкт-Петербургского университета, занимал дипломатические посты в Китае: секретарь и драгоман в российском консульстве в Ханькоу (1903—1904) и Шанхае (1906—1909), вице-консул в Корее в Чемульпо (1910) и в Сеуле (1911), генеральный консул в Кульдже (1913—1917), коллежский советник, награждён орденом Св. Анны 3-й степени[25]; после революции был на преподавательской работе, умер в блокадном Ленинграде.
- мать — Надежда Михайловна (Менделевна) Гликберг (2 марта 1878, Павлоград, Херсонская губерния[26] — ?), из семьи провизора, литератор и актриса-рассказчица; сестра поэта Саши Чёрного.

## Фильмография
Сценарист
- 1929 — Адрес Ленина (фильм не сохранился)
- 1929 — Ледяная судьба (совместно с В. Петровым; фильм не сохранился)
- 1930 — Пахари моря (совместно с Г. Кролем; фильм не сохранился)
- 1931 — Ураган (совместно с Г. Кобецем; фильм не сохранился)
- 1932 — Слава мира (фильм не сохранился)
- 1933 — Первый взвод
- 1935 — Золотые огни (фильм не сохранился)
- 1941 — Отец и сын (совместно с Б. Чирсковым и Н. Сотниковым; фильм на экраны не выпущен)

Актёр
- 1929 — Голубой экспресс — китаец

## Награды, звания
- заслуженный деятель искусств Белорусской ССР (1935)[3];
- медаль «За оборону Ленинграда» (1943)[27];
- орден Красной Звезды (1944)[21].